# Asso (carta da gioco)

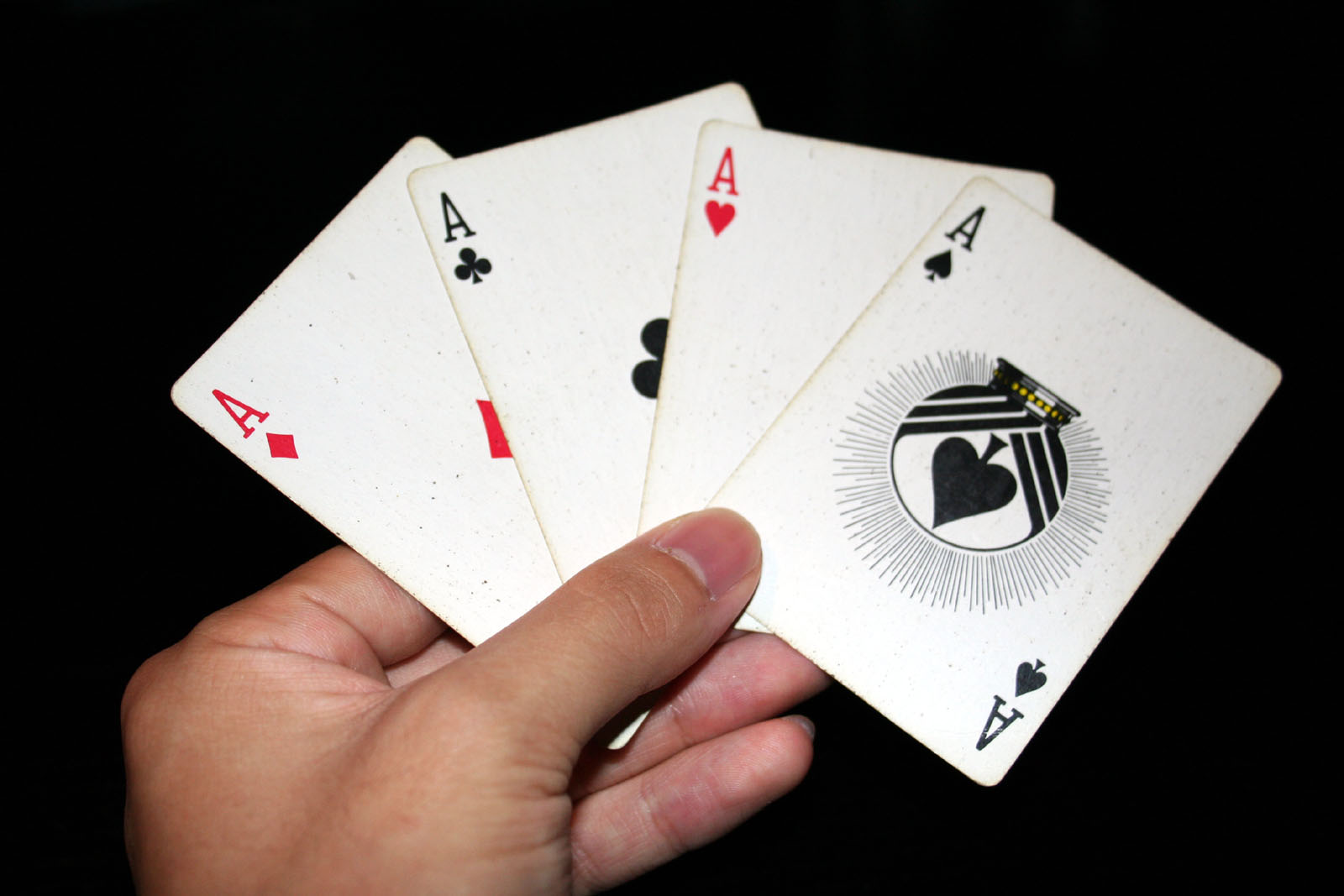
Il poker di assi: di quadri, di fiori, di cuori, di picche.

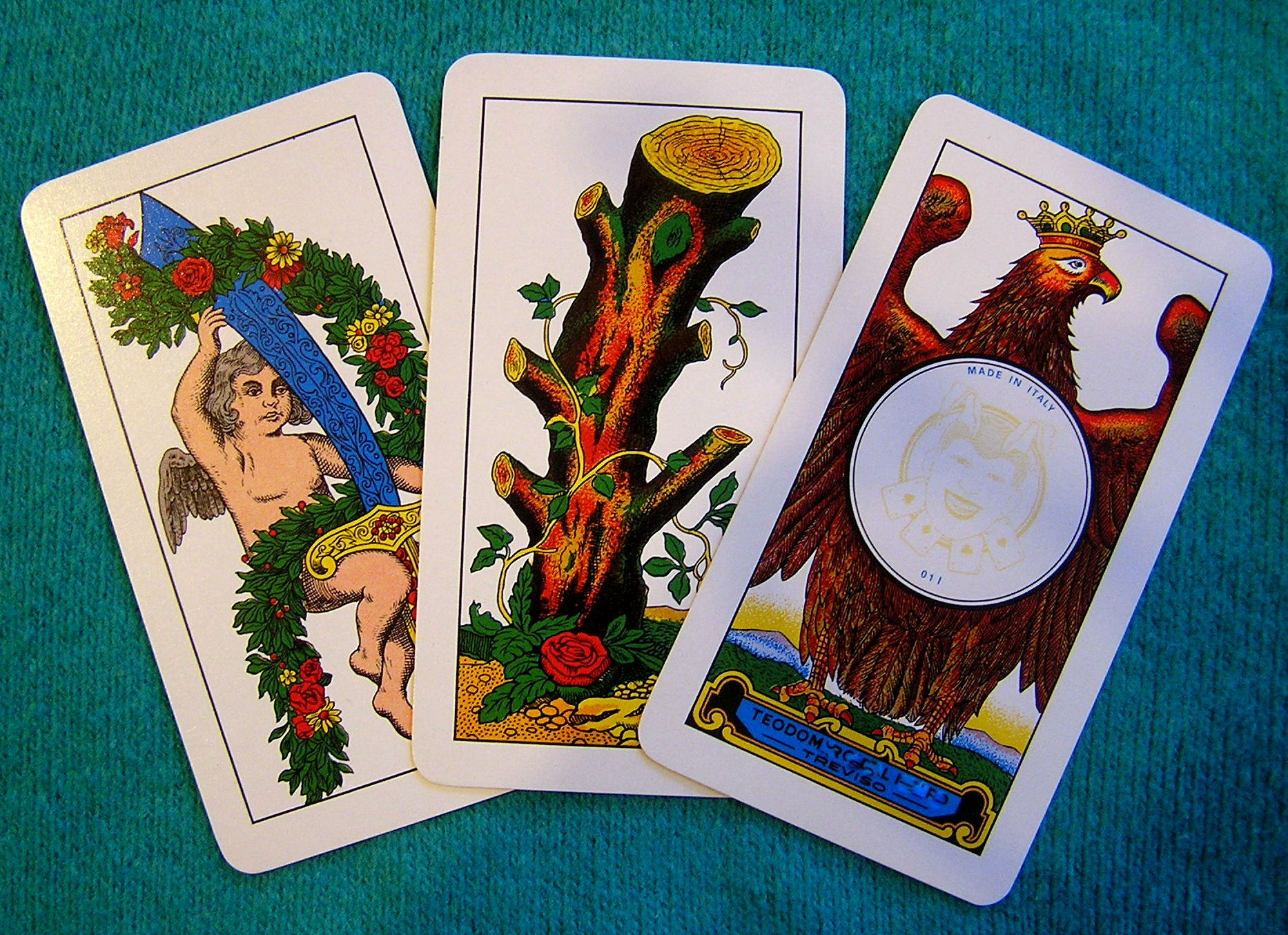
Tre assi nelle carte italiane (in questo caso, piacentine): di spade, di bastoni, di denari.

Un asso è una carta da gioco il cui valore numerico corrisponde all'uno. Il termine deriva dal latino as, assis, cioè l'unità monetaria asse.

## Descrizione
Solitamente reca un solo simbolo del seme al centro della carta, talvolta grosso e decorato. 
Ad esempio nelle carte a semi francesi reca un cuore, un quadro, un fiore o un picche; nel caso dell'asso di picche, spesso reca anche il nome o l'emblema del produttore delle carte.
In molti giochi di carte, l'asso ha il valore più alto tra le carte di un dato seme, ed eventualmente può essere battuto soltanto con il jolly; in alcuni invece ha il valore più basso. Esistono anche casi in cui può assumere sia il valore più alto che quello più basso, come nel blackjack, dove può valere 1 o 11. 
L'asso del gioco scopa è detto asso piglia tutto.